# Gloeospermum eneidense
Gloeospermum eneidense är en violväxtart som beskrevs av W.H.A. Hekking. Gloeospermum eneidense ingår i släktet Gloeospermum och familjen violväxter. Inga underarter finns listade i Catalogue of Life.